# 1983
1983（千九百八十三、一九八三、せんきゅうひゃくはちじゅうさん）は、自然数また整数において、1982の次で1984の前の数である。

## 性質
- 1983は合成数であり (オンライン整数列大辞典の数列 A002808)[1]、約数は1, 3, 661, 1983である。
  - 約数の和は2648。(オンライン整数列大辞典の数列 A000203)[2]
- 574番目の半素数である。1つ前は1982、次は1985。(オンライン整数列大辞典の数列 A001358)[3]
- 1205番目の無平方数である。1つ前は1982、次は1985。(オンライン整数列大辞典の数列 A005117)[4]
  - 整数kに対して、k , k + 1 , k + 2 と3つ連続する、半素数かつ無平方数の数の組となるような、24番目の組における、k + 2 である。 (オンライン整数列大辞典の数列 A039833)
  - 1981～1983まで3連続で半素数となる26番目の数である。1つ前は1941～1943、次は2101～2103。
- 多項式の値
  - a(n) = 2n 2 + 2n - 1 における、n = 35 の時の値である。 (オンライン整数列大辞典の数列 A254712)
  - a(n) = n 2 + n + 3 における、n = 44 の時の値である。 (オンライン整数列大辞典の数列 A027688)

- 特殊な関数との演算値
  - 整数 n と、n の分割数の和　における、n = 25 の時の値である。 (オンライン整数列大辞典の数列 A133041)
- 1983 =393 + 394 + 395 + 398 + 403
  - 5つの連続する半素数の和で表せる35番目の半素数である。1つ前は1959、次は2049。(オンライン整数列大辞典の数列 A254712)
- 1983 = (1949+ 2017)/2 、442 = 1936＜1949(不等式を満たす最小の素数)、　(44+1)2 = 2025＞2017(不等式を満たす最大の素数)
  - 整数 n に対して、n 2より大きい最小の素数と、(n+1)2より小さい最大の素数との平均が整数となる、44番目の数である。 (オンライン整数列大辞典の数列 A056930)
  - 整数 k に対して、2k - 7 が素数となる3番目の数である。 (オンライン整数列大辞典の数列 A059609)
  - 正整数 k に対して、k 2が89を法として2と合同となる、45番目の数である。(オンライン整数列大辞典の数列 A159008)
- 1983=1024  + 512 + 256 + 128 + 32 + 16 + 8 + 4 + 2 + 1
  - 異なる10個の2の階乗の和で表せる5番目の半素数である。1つ前は1919、次は2015。(オンライン整数列大辞典の数列 A038461)
- 各位の和 1 + 9 + 8 + 3 = 21
  - 各位の和が21になる63番目の数である。1つ前は1974、次は1992。

## その他 1983 に関連すること
- 西暦1983年
- 1983 カンピオナート・ブラジレイロ・セリエA
- ツール・ド・フランス1983
- コパ・アメリカ1983